# Colroy-la-Roche
Colroy-la-Roche är en kommun i departementet Bas-Rhin i regionen Grand Est (tidigare regionen Alsace) i nordöstra Frankrike. Kommunen ligger i kantonen Saales som tillhör arrondissementet Molsheim. År 2022 hade Colroy-la-Roche 472 invånare.

## Befolkningsutveckling
Antalet invånare i kommunen Colroy-la-Roche
| Referens: INSEE |